# Hayley Williams
Hayley Nichole Williams (ur. 27 grudnia 1988 w Meridian) – amerykańska wokalistka oraz autorka piosenek. Jest główną wokalistką zespołu Paramore.

## Życiorys
W wieku trzynastu lat przeprowadziła się wraz z rodziną z Meridian w stanie Mississippi do Franklin w stanie Tennessee, gdzie poznała późniejszych członków zespołu Josha Farro oraz Zaca Farro w szkole. 
Wkrótce potem zaczęła pobierać lekcje śpiewu u Bretta Manninga. Jeszcze będąc w szkole próbowała swoich sił w lokalnej kapeli The Factory, gdzie spotkała Jeremy'ego Davisa. 
W 2005 r. podpisała wraz z zespołem Paramore kontrakt z wytwórnią Fueled by Ramen.
W 2007 r. Williams wystąpiła w teledyskach do piosenek "Kiss me" oraz "Truck Stop Blues" zespołu New Found Glory. 
Williams napisała i nagrała piosenkę "Teenagers", która znalazła się na soundtracku do filmu "Zabójcze ciało". 
W 2010 pojawiła się w piosence "Airplanes" towarzysząc raperowi B.o.B na jego debiutanckim albumie "B.o.B Presents: The Adventures of Bobby Ray".
Williams utrzymuje, że nie zamierza odłączyć się od zespołu i rozpoczynać kariery solowej.
Oprócz tego Williams wystąpiła również gościnnie w piosenkach takich zespołów jak October Fall, The Chariot, Say Anything, Death in the Park i Set Your Goals.

## Życie osobiste
W październiku 2009 r. Williams oraz ówczesny gitarzysta Paramore Josh Farro przyznali, że byli parą prawie 3 lata aż do ich rozstania jesienią 2007 roku. 20 lutego 2016 roku wyszła za mąż za Chada Gilberta, gitarzystę zespołu New Found Glory. 1 lipca 2017 roku para za pomocą instagrama ogłosiła rozstanie. Od 2022 Williams jest w związku z Taylorem Yorkiem, gitarzystą Paramore.

## Dyskografia

### Single
| Tytuł                                                      | Rok  | Pozycja na liście | Pozycja na liście | Pozycja na liście | Pozycja na liście | Certyfikat                                                                | Album                                        |
| Tytuł                                                      | Rok  | USA               | UK                | AUS               | NZL               | Certyfikat                                                                | Album                                        |
| ---------------------------------------------------------- | ---- | ----------------- | ----------------- | ----------------- | ----------------- | ------------------------------------------------------------------------- | -------------------------------------------- |
| "Airplanes" (B.o.B gościnnie Hayley Williams)              | 2010 | 2                 | 1                 | 2                 | 1                 | - USA: 6× platynowa płyta - AUS: 3× platynowa płyta - UK: platynowa płyta | B.o.B. Presents: The Adventures of Bobby Ray |
| "Stay the Night" (Zedd gościnnie Hayley Williams)          | 2013 | 18                | 2                 | 11                | 20                | - USA: platynowa płyta - AUS: platynowa płyta - UK: srebrna płyta         | Clarity                                      |
| "Vicious Love" (New Found Glory gościnnie Hayley Williams) | 2015 | —                 | —                 | —                 | —                 |                                                                           | Resurrection: Ascension                      |
| "Bury It" (Chvrches gościnnie Hayley Williams)             | 2016 | —                 | —                 | —                 | —                 |                                                                           | Every Open Eye                               |
| "—" oznacza, że singel nie był notowany.                   |      |                   |                   |                   |                   |                                                                           |                                              |

## Nagrody i wyróżnienia
| Rok  | Kategoria           | Tytułem         | Nagroda         | Nota | Źródło |
| ---- | ------------------- | --------------- | --------------- | ---- | ------ |
| 2015 | Tweeter of the Year | Hayley Williams | Kerrang! Awards | Laur | [ 14 ] |
| 2016 | Tweeter of the Year | Hayley Williams | Kerrang! Awards | Laur | [ 15 ] |